# Gle Goh Jirat
Gle Goh Jirat är en kulle i Indonesien.   Den ligger i provinsen Aceh, i den västra delen av landet, 1 800 km nordväst om huvudstaden Jakarta. Toppen på Gle Goh Jirat är 220 meter över havet.
Terrängen runt Gle Goh Jirat är kuperad åt nordväst, men åt sydost är den bergig.Runt Gle Goh Jirat är det ganska glesbefolkat, med 30 invånare per kvadratkilometer. I omgivningarna runt Gle Goh Jirat växer i huvudsak städsegrön lövskog.